# 菲利普·卡薩里卡
菲利普·卡薩里卡（1988年12月17日—）是一位黑山足球運動員。在場上的位置是前鋒。他現在效力於K聯賽球隊蔚山現代足球俱樂部。他也代表黑山國家足球隊參賽。